# 小行星7829
小行星7829（英語：7829 Jaroff）是一颗围绕太阳公转的小行星。1992年11月21日，埃莉諾·赫琳在帕洛马山发现了此天体。
这颗小行星的绝对星等为187.60070等。